# Marian Kuszewski

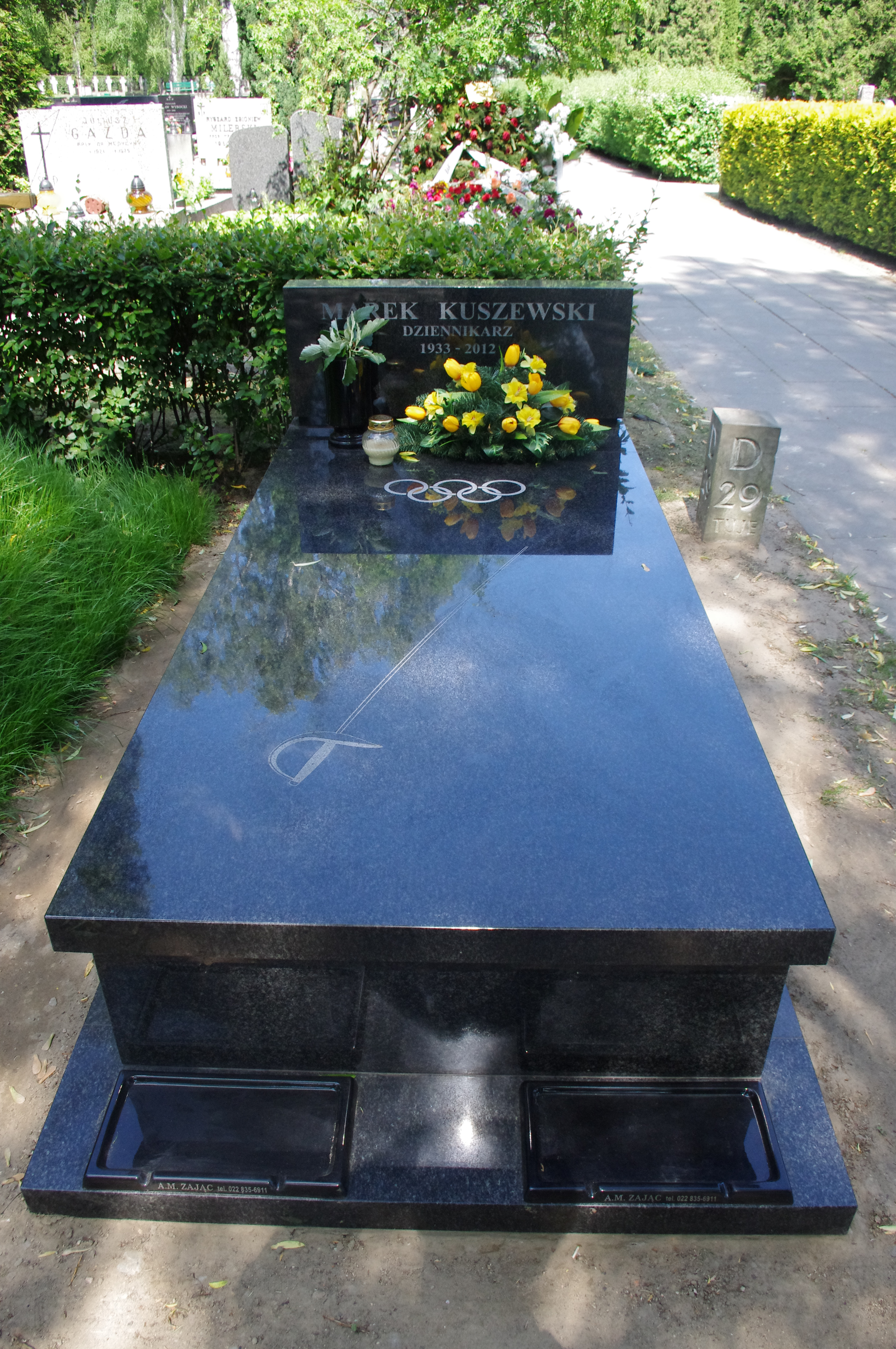
Grób szablisty i szermierza Mariana Kuszewskiego na Cmentarzu Wojskowym na Powązkach

Marian Zygmunt Kuszewski (ur. 31 października 1933 w Kielcach, zm. 5 marca 2012 w Warszawie) – polski szermierz, szablista. Dwukrotny srebrny medalista olimpijski. Występował także pod imieniem Marek. Był bratem aktora Jarosława Kuszewskiego.
Był uczniem IV Liceum Ogólnokształcącego im. Stefana Żeromskiego we Wrocławiu. Ukończył także Uniwersytet Wrocławski i przez wiele lat pracował jako dziennikarz.
Był zawodnikiem wrocławskich klubów: WKS Kolejarz, Związkowiec, Pafawag i Gwardia. Ma na swym koncie medale mistrzostw Polski w turniejach indywidualnych, jednak największe sukcesy międzynarodowe odnosił w drużynie. Dwukrotnie startował w igrzyskach olimpijskich, za każdym razem zdobywając srebrny medal w drużynie (IO 56 i w IO 60). Był także srebrnym (MŚ w Luksemburgu 1954) i dwukrotnie brązowym medalistą (MŚ w Paryżu 1957 i MŚ w Filadelfii 1958) mistrzostw świata. 
Po zakończeniu kariery sportowej był działaczem związków sportowych, dziennikarzem, pracował we wrocławskiej Gazecie Robotniczej i później w Trybunie Ludu w Warszawie. 
Pochowany w Alei Zasłużonych na cmentarzu Powązki Wojskowe w Warszawie (kwatera D29-tuje-10).